# Jean Colombini
Le bienheureux Jean Colombini, (en italien, Giovanni Colombini), né en 1304 à Sienne, Italie et mort le 31 juillet 1367 à l'abbaye San Salvatore, en Toscane, est un marchand italien, fondateur vers 1360 de l'ordre des Jésuates. Proclamé bienheureux par Grégoire XIII, il est liturgiquement commémoré le 31 juillet.

## Biographie
Descendant d'une riche famille siennoise, Giovanni Colombini est influent dans la ville où il occupe la position de premier magistrat (gonfalonnier). À la lecture de la vie de sainte Marie l'Égyptienne, un récit de Jacques de Voragine, Jean et sa femme se convertissent et changent radicalement de vie. Expulsé de la cité car manifestant trop ostensiblement son besoin d'expiation, le marchand avare et de caractère difficile se met à parcourir avec sa femme les villages environnants, prêchant une vie de simplicité évangélique et d’attention particulière aux malades et infirmes. Avec son argent il fonde un hôpital et deux couvents. Lui-même choisit de vivre une vie de pauvreté. Bientôt des disciples les accompagnent. 
N’adoptant aucun habit religieux et ne vivant pas ensemble ils suivaient simplement l’exemple de François d'Assise, refusant également d’accéder au sacerdoce. Rappelés en ville à l'arrivée de la peste de 1363 et parce que dans leurs conversations et prières ils marmonnaient fréquemment le nom de « Jésus » les disciples de Colombini en viennent à être appelés les « Jésuates. »
Se sentant proche de la mort et craignant que se perde la fraternité entre ses disciples, Colombini demande au pape Urbain V l’approbation du groupe comme ordre religieux (1367). Le consentement du pape est accordé mais avec la condition qu’ils portent un habit religieux distinctif (ce sera une tunique blanche) et la vie commune. Une branche féminine est fondée par Catherine Colombini, une nièce de Giovanni. 
Jean Colombini meurt peu de temps après l’approbation de son groupe. Il fut béatifié par Grégoire XIII. Liturgiquement il est commémoré le 31 juillet, jour de sa mort.

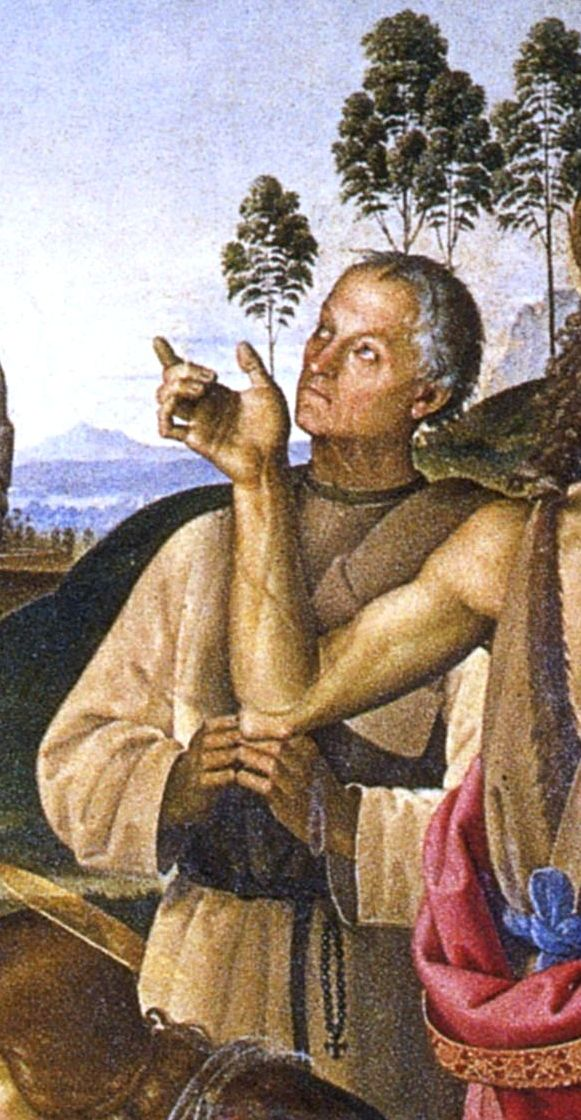
Détail du pérugin

## Écrits
Jean Colombini a laissé une série de lettres adressées aux moniales de Sainte-Bonda. Leur orientation est apostolique même si le ton est mystique. Le langage est simple, et parfois même dialectal. L’enseignement est de type franciscain avec une dimension sociale perceptible.

## Liens
- Ressource relative à la religion :   - Dictionnaire de spiritualité
- Notices dans des dictionnaires ou encyclopédies généralistes :   - Deutsche Biographie
  - Dizionario biografico degli italiani
  - Enciclopedia italiana
  - Gran Enciclopèdia Catalana
  - Treccani
- Notices d'autorité :   - VIAF
  - ISNI
  - BnF (données)
  - IdRef
  - LCCN
  - GND
  - Italie
  - Pologne
  - Vatican
  - Grèce
  - WorldCat